# کوکه‌شیمیزو
کُوکِه‌شیمیزو (به ژاپنی: 苔清水 コケシミズ Kokeshimidsu) (نام علمی: Cerasus lannesiana 'Angustipetala' Miyoshi) بر اساس کتاب ساکورای ژاپن نام یک نوع درخت ساکورای باغی است. لبهٔ گلبرگ‌های آن برش‌های کوچک و نامنظمی دارد. کاشت این درخت از دوره میجی در پشته آراکاوا شروع شد. از نظر رنگ‌بندی بسیار زیباست و لبه‌های گلبرگ تیره‌تر از قسمت میانی گلبرگ هستند.

## ویژگی گل
- تعداد گلبرگ: ۵ عدد
- رنگ: صورتی کم‌رنگ
- قطر گل: ۳٫۴ تا ۴٫۲ سانتیمتر
- زمان گل‌دهی:اوایل تا اواسط ماه آوریل